# جیانلوکا سانسونه
جیانلوکا سانسونه (انگلیسی: Gianluca Sansone؛ زادهٔ ۱۲ مهٔ ۱۹۸۷) بازیکن فوتبال اهل ایتالیا است.
از باشگاه‌هایی که در آن بازی کرده‌است می‌توان به باشگاه فوتبال تورینو، باشگاه فوتبال فروزینونه، باشگاه فوتبال ویرتوس لانچانو، باشگاه فوتبال بولونیا، باشگاه فوتبال باری، باشگاه فوتبال روبور سیه‌نا، باشگاه فوتبال سمپدوریا، باشگاه فوتبال ساسولو، و باشگاه فوتبال نووارا اشاره کرد.